# 六白金星
| 四 | 九 | 二 |
| 三 | 五 | 七 |
| 八 | 一 | 六 |

| 五 | 一 | 三 |
| 四 | 六 | 八 |
| 九 | 二 | 七 |

六白金星（ろっぱくきんせい）とは、暦、占いに用いられる九星の一つ。後天定位盤において西北に位置する。
七赤金星と同じ金に属するが、六白金星は、金としては鉱山から掘り出したままの原石を表すという。

## 属性
- 五行 - 金
- 八卦 - 乾
- 十干 - 庚、辛
- 十二支 - 戌、亥
- 季節 - 晩秋
- 方位 - 西北
- 月 - 10月、11月
- 時間 - 19時～23時
- 数 - 四、九
- 色 - 白色
- 味 - 辛味

## 象意
- 動く、多忙、決断、都、人の集まる場所、目上、気品、天皇、肺、免疫、父、防衛、天、完全、威厳、権力、勝負、
- 円、争い、規則、信仰、堅固、懐妊、高慢、充実、太陽、高級品、車、多忙、供養、施す、戦う、すこやか、寄付、世話事、肋骨、肋膜、血圧作用、汗、発熱、腫れ物、心臓、左肺、骨折、めまい、扁桃腺、皮膚病

## 他の星との関係（相性）
- 相生 - 一白水星（金生水）、二黒土星（土生金）、五黄土星（土生金）、八白土星（土生金）
- 相克 - 三碧木星（金剋木）、四緑木星（金剋木）、九紫火星（火剋金）
- 比和 - 六白金星、七赤金星

## 六白金星の（中宮になる）年
西暦年を9で割って5余る年が六白金星の年となる。
‥‥ - 1940年 - 1949年 - 1958年 - 1967年 - 1976年 - 1985年 - 1994年 - 2003年 - 2012年 - 2021年 - 2030年 - 2039年 - 2048年 - 2057年 - 2066年 - ‥‥